# 184
El año 184 (CLXXXIV) fue un año bisiesto comenzado en miércoles del calendario juliano, en vigor en aquella fecha.
En el Imperio romano el año fue nombrado el del consulado de Eggius y Aelianus, o menos frecuentemente, como el 937 ab urbe condita, siendo su denominación como 184 a principios de la Edad Media, al establecerse el anno Domini.

## Acontecimientos
- Rebelión de los turbantes amarillos en China, dirigida por campesinos que se oponen al régimen impositivo de los terratenientes.[1]

## Fallecimientos
- China - Zhang Jue (llamado erróneamente Zhang Jiao), líder de los turbantes amarillos, muere por enfermedad.
- China - Zhang Bao, hermano pequeño de Zhang Jue, murió a manos de sus propios hombres.
- China - Zhang Liang, hermano de Zhang Jue, muere en batalla a manos del ejército imperial en Quyang.